# Epialtus kingsleyi
Epialtus kingsleyi är en kräftdjursart som beskrevs av M. J. Rathbun 1923. Epialtus kingsleyi ingår i släktet Epialtus och familjen Epialtidae. Inga underarter finns listade i Catalogue of Life.